# ベルジャーンシク空港
ベルジャーンシク空港（ベルジャーンシクくうこう、ウクライナ語: Аеропорт «Бердянськ»）は、ザポリージャ州ベルジャーンシクに位置する空港。2022年のロシアによるウクライナ侵攻でロシア連邦軍に占領された。